# 圧力測定

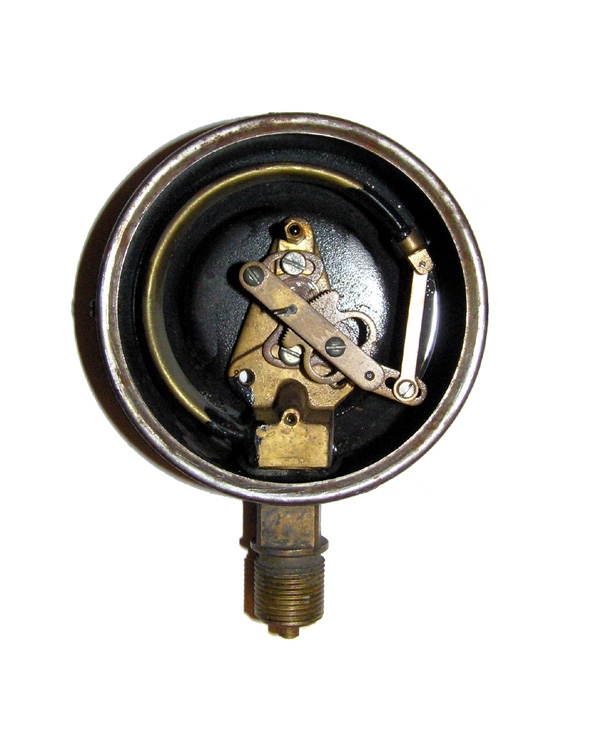
真鍮製のブルドン管ゲージ

圧力測定（あつりょくそくてい、英語: pressure measurement）とは、圧力や真空度の測定である。
圧力測定のために圧力計や真空計などの様々な技術が開発されている。

## 圧力計と真空計
圧力計の一種「マノメーター」は、通常は大気圧付近の圧力を測るのに使われる。普通はマノメーターと言えば、中空の管に液体を入れて静水圧を測る器具を差すことが多い。
真空計は真空に近い圧力を測る装置である。一般的な真空を測る装置と超高真空（一般に10−5 Pa以下）を測る装置の大きく2つに分類できる。いくつかの装置を組み合わせることにより、105 Paから10−13 Paまでの真空度を連続的に測定することもできる。
なお、ゲージ (gauge) とは計測器全般を指す語であるが、日本で単に「ゲージ」と言う場合には圧力計を指す場合も多い。

## 絶対圧とゲージ圧
圧力は本来は完全な真空（絶対真空）を基準とする物理量であるが、実用的には基準となる圧力、すなわち基準圧 (reference pressure)を0として表示する。日常的には大気圧を 0 Pa（(基準圧）として扱うことが多い。例えばタイヤ圧などは大気圧を 0 Paとしている。この他にもさまざまな基準を取ることがあり、主として次の3つに分類できる。
絶対圧 (absolute pressure)絶対真空を0として表示する圧力である。ゲージ圧pG に大気圧p0 を足すと絶対圧pA になる。すなわち、{\displaystyle p_{A}=p_{G}+p_{0}}である。
ゲージ圧 (gauge pressure)大気圧を 0 Paとして表示する圧力である。値がプラスである場合を正圧（せいあつ、positive pressure）、値がマイナスとなる場合を負圧（ふあつ、negative pressure）といい、負圧は普通は表示されない（マイナス値を表示できない装置が多い）。絶対圧pA から大気圧p0 を差し引くとゲージ圧pG になる。すなわち、{\displaystyle p_{G}=p_{A}-p_{0}}である。
差圧 (differential pressure)2点の圧力の差である。
何をもって基準圧として扱っているかは省略されることも多く、その場合には前後の文脈から読み取る必要がある。タイヤ圧 (Tire-pressure gauge)、血圧はゲージ圧で表示される。気象学上の気圧や高い真空度は絶対圧で表示される。差圧は工業用生産機器で使われる。差圧計には差込口が2つ付いており、差圧を測りたいそれぞれの環境に繋がれている。そして、何らかの方法でその差を計算して表示するようになっているので、観測者がいちいち2点の圧力の引き算をしなくて済む。真空度には絶対圧が使われる場合とゲージ圧が使われる場合の両方がある。真空度26 inHg gaugeを絶対圧で表すと、30 inHg（一般的な1気圧）- 26 inHg = 4 inHgである。
海面での1気圧はおよそ100キロパスカルであるが、高度や天気で変化する。そのため、絶対圧が変わらなくても、周囲の気圧が変わればゲージ圧は変化する。例えば車で山に登ると、タイヤ圧は上がる。標準圧力は101.325キロパスカルまたは約100キロパスカルと定義されているが、多くの圧力計は、構造上、表示値が周囲の気圧の影響を受け、特に高度が大きい場所では表示が不正確になる。

## 単位
圧力測定の単位としては次のものがある。

### パスカル (Pa)
国際単位系における圧力の単位はパスカル (pascal、単位記号 Pa) である。1パスカルは1平方メートルに1ニュートンの力がかかることを意味し、1 Pa = 1 N・m−2 または 1 kg・m−1・s−2である。パスカルが圧力の単位として採用されたのは1971年である。
何を圧力0とするかは量記号の後に括弧書きで記される。単位記号の後に括弧書きにしてはならない。例えば絶対圧absとする場合には次のように記述する。
- P(abs) = 101 kPa と書く。　  P = 101 kPa(abs) とは書かない。

### 重量ポンド毎平方インチ

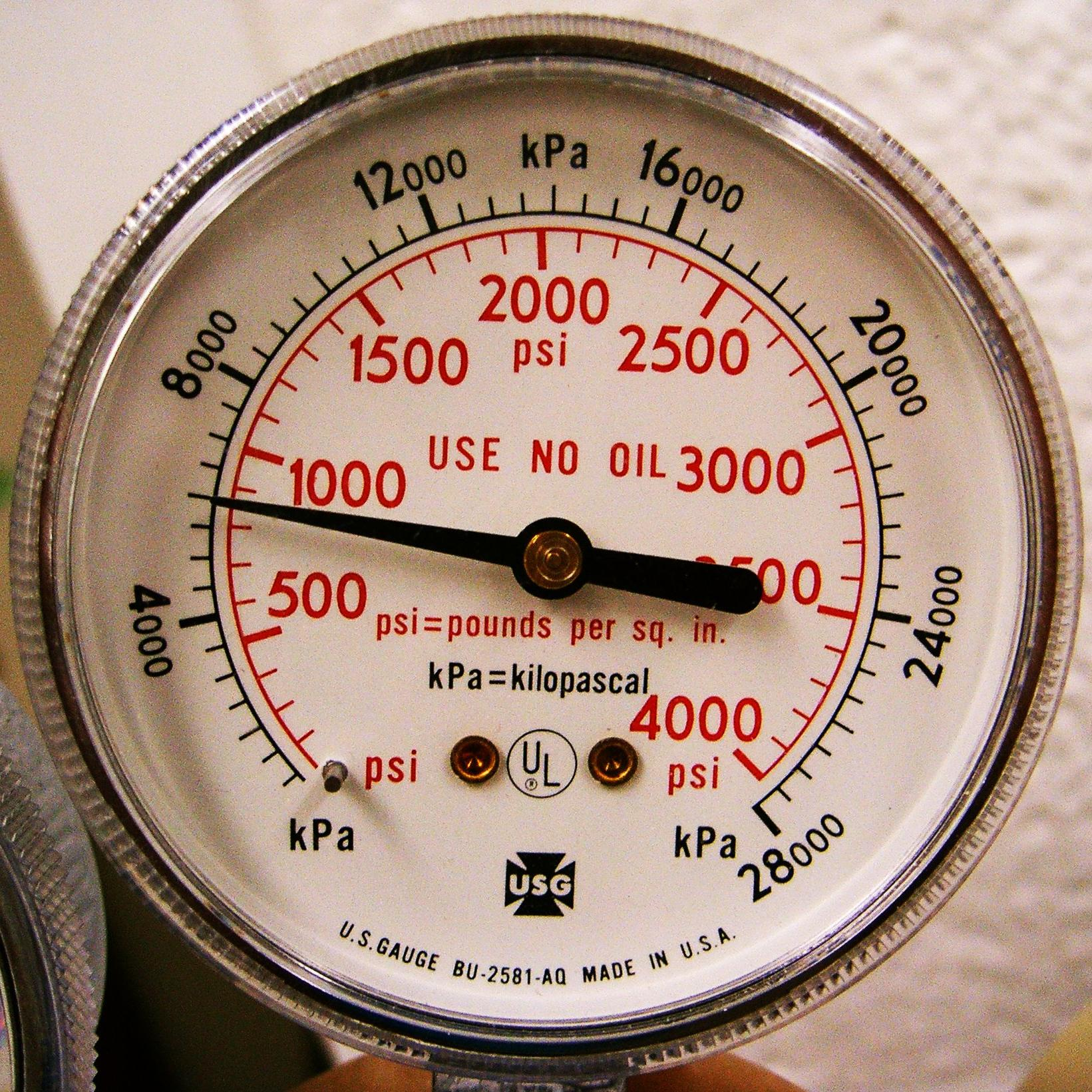
単位psiが併記された圧力計。日本では使用することが禁止されている。単位記号は小文字のpsiである。

アメリカとカナダでは、重量ポンド毎平方インチも使われており、日本でも当分の間用いることができる特殊の計量であるヤード・ポンド法による法定計量単位の一つとなっている（計量法に基づく計量単位一覧#ヤードポンド法の単位（14量33単位））。したがって日本では、輸出入に係る取引・証明、輸出される計量器、航空機の運航、ヤードポンド単位表記と法定計量単位表記とが併記されている輸入された商品の計量以外の計量に用いることは禁止されている。
その定義は6894.76Paである。
重量ポンド毎平方インチの計量法における単位記号は、「lbf/in2」である。lb/in2の記号は不正確である。米国では、「psi」(小文字)の記号も使われている。
重量ポンド毎平方インチは特に自動車分野でよく使われる。末尾の文字が何を圧力0とするかを表し、psiaは絶対圧、psigはゲージ圧、psidは差圧を意味する。ただしアメリカ国立標準技術研究所のSP811はこれを推奨していない。
正しくは、次のように書く。左辺の量記号の書式は一例である。
- Pa = 1520 psi と書く。　  P = 1520 psia とは書かない。
- Pg = 1140 psi と書く。　  P = 1140 psig とは書かない。
- Pd = 600 psi と書く。　  P = 600 psid とは書かない。

### 液柱単位 (mmHg, cmH2Oなど)
圧力を液柱で測ることも多いため、圧力をある種の液体の高さで表現することがある。水銀や水が使われることが多く、計量法の政令（計量単位令）で定義されている単位はmmHg、torr (=mmHg)、inHg、水柱ミリメートルmmH2O、inH2Oなどである。水銀は密度が高いために小さな液柱で済む利点があり、水は利用が簡単なので良く使われた。
ただし、液柱で測った圧力は不正確である。流体密度や重力加速度は条件で変化するし、その他の要因も影響するためである (「流体」とは液体と気体を合わせた言葉)。そのため今日では、これらの単位はSI単位にあわせた厳密な定義がなされている。
液柱単位の多くはほとんどの工業・工学分野ではすでに使用が廃止されているが、特定の分野ではまだよく使われている。血圧は世界のほとんどで水銀ミリメートル (mmHg) で表されるし、肺圧は水柱センチメートル (cmH2O) で表すことが多い。天然ガスパイプラインの圧力は未だに水柱圧で表されることも多く、例えば10"WC（水柱10インチ、WCはWater Columnの略）のように表される。真空システムの分野では、torrもまだ一般的である。torrは絶対圧を、inHgはゲージ圧を表すことが多い。
気体の圧力は通常キロパスカル (kPa) かメガパスカル (MPa) で表すが、気象学では日本を始めとする多くの国でヘクトパスカル (hPa) が良く使われる。例えば日本では1992年にミリバールからヘクトパスカルに切り替えられた。アメリカやカナダの工業では、応力の表現に重量キップを使うことも多い (応力の単位も圧力の単位と同じになる)。

### 非SIのメートル法の単位
かつて標準だったCGS単位系では、圧力の基本単位はバリ (Ba) と呼ばれ、それは1 dyn・cm−2である。また、一時期使われたこともあったMTS単位系では、圧力の基本単位はピエーズ (pieze) であり、それは1ステーヌ/m2である。
その他にも、さまざまな組み合わせ単位が使われる。mmHg/cm2、grams-force/cm2などである。重量を力と見なしたkg/cm2、g/mol2といった単位が使われることもある (現代では力を意味するfを付けてkgf/cm2のように表される)。ただし、重量を力と見なした表記はSIでは認められていない。日本では気体の圧力などでkg(f)/cm2が多く使用されていたが、1998年よりパスカルに切り替えられた。

## 動圧
静水圧 (Static pressure) は全方向に等しく伝わる力なので、圧力計を取り付ける向きをそれほど工夫する必要がない。しかしながら、流れている流体の圧力は向きによって変わり、流れを受ける方向には大きな圧力がかかり、流れの向きに垂直に伝わる圧力は小さい。流れ方向に加わる余分な圧力は動圧 (dynamic pressure) と呼ばれる。流れに逆らった方向に測定した圧力は全圧 (Stagnation pressure) と呼ばれ、動圧と静圧の合計である。あるいは、流れている流体の圧力の変化、すなわち差圧が重要となることが多い。
ゲージ圧で測った静圧は、主にパイプの壁にかかる負荷の判断に使われる。一方、動圧は、流れの速度を測るのに使われる。動圧は、流れが当たる方向の圧力と、その方向に垂直な圧力との差圧として測ることができる。その原理を利用したのがピトー管であり、飛行機の速度の測定などに使われる。ピトー管の形は重要であり、そのピトー管自体が流れを乱す元となるので、測定値は非線形の補正を行う必要がある。

## 圧力計が組み込まれた道具
- 血圧計
- 気圧計
- 高度計
- ピトー管
- 吸気圧力計

## 測定装置
圧力を測るために作られた器具は多々あったが、いずれも何らかの欠点を持っていた。圧力範囲、精度、応答性、コストの全てを満足する圧力計は無く、機械によって何桁も異なる。最も古い型の圧力計はトリチェリによって作られた液柱式圧力計である。

### 静水圧用
静水圧用の圧力計 (「静水圧」といっても水に限らず、流れの無い液体にかかっている圧力を意味する)は、普通、大気圧を基準としている。気体用の圧力計は、同じ圧でも気体の種類で値が変わる場合が多い。また、線形性の高いものを作ることが可能である。ただし、圧力の変動にたいする応答性は悪い場合が多い。

#### 液柱

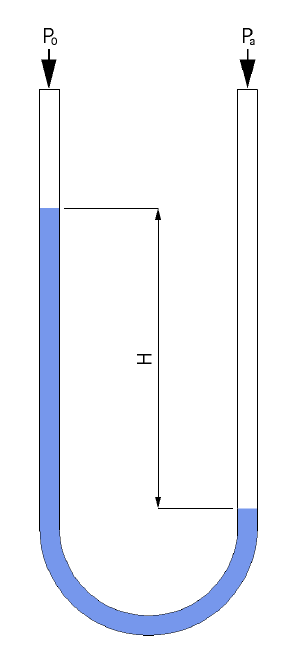
U字型の液柱の液面の高さの差と、つながれた2か所の圧力差は比例する。

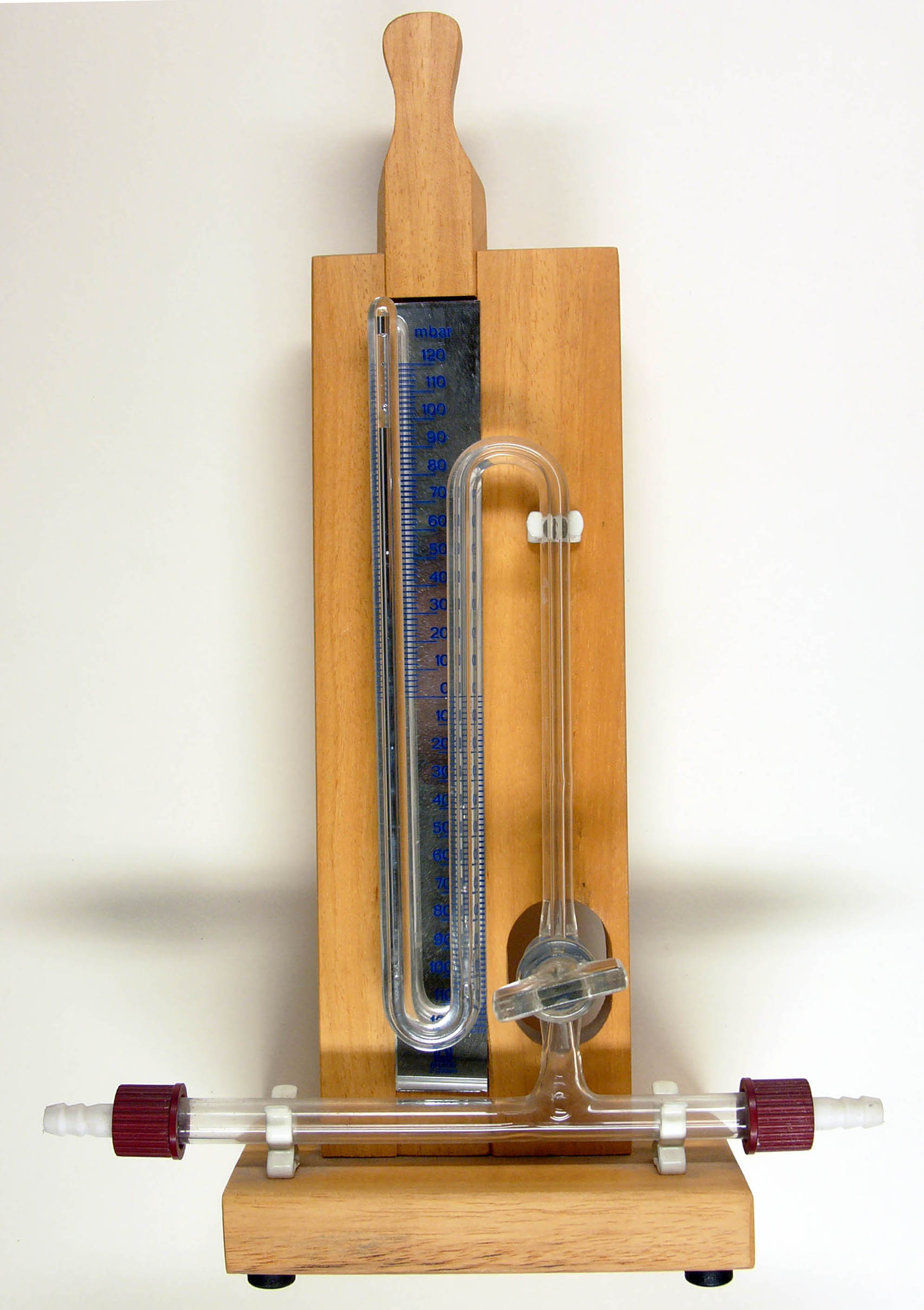
水銀柱マノメータ

液柱ゲージは、液体が入れられた管の両端を、差圧を測定したい場所に繋いで使うものである。液体の重量と加えられた圧力が釣り合う位置に、液面が上下する。最も簡単な形は、透明なU字管に液を半分ほど入れたものである。一方を基準にする圧力に (大気圧や真空を基準にする場合も多い)、他方を測定したい圧力に繋ぐ。2つの液面の差を h 、入れた液体の密度を ρ とすると、液柱にかけられた圧力は静水圧方程式 P = hgρ で計算できる。言い換えると、測定したい圧力を{\displaystyle P_{a}}、比較する圧力を{\displaystyle Po}とすると、{\displaystyle P_{a}-P_{o}=hg\rho } が成り立つ。なお、圧力を測りたい流体の密度が、液柱ゲージに入れた液の密度に比べて圧倒的に小さい場合を除いて、測定値には補正が必要である。
液柱ゲージに入れる流体は基本的には何でもよい。もっとも、水銀がよく使われる。高密度であり (13.534 g/cm3)、蒸気圧が低いためである。水も比較的蒸発しにくい液体なので、よく使われる。気体の圧力測定に使う場合には、気体の種類の影響を受けることが少なく、線型性にも優れている。ただし、変動する圧力に対する応答性は悪い。真空の測定に使うと、中の液体が蒸発して真空度を下げたり汚染の原因になったりするので、あまり使われない。液体の圧力を測定する場合、液柱ゲージ中の液と混じりあう可能性があるので、2つを繋ぐ管の途中に気体を入れる場合が多い。この液柱ゲージで静水圧を測る場合、数百パスカルから百万パスカルぐらいまで測定が可能である。
いろいろな種類の液柱マノメーターがある。代表的なものを次に挙げる (構造に関しては外部リンクを参照のこと)。
単純マノメーター (Simple Manometer)U字管の片端は大気開放にして、大気との差圧 (つまりゲージ圧)を表示するもの。
マイクロマノメーター (Micromanometer)単純マノメーターはU字管の液面が双方とも動くので読みにくい。そこで、片側に液タンクを設けて、片側の液面の動きを無視できるようにしたもの。
差圧マノメーター (Differential manometer)2か所の差圧を、U字管の両方を繋いで測定するもの。
逆U字管マノメータ (Inverted differential manometer)U字管を上下逆にして使う。差圧が小さい場合に有効。

#### マクラウド真空計

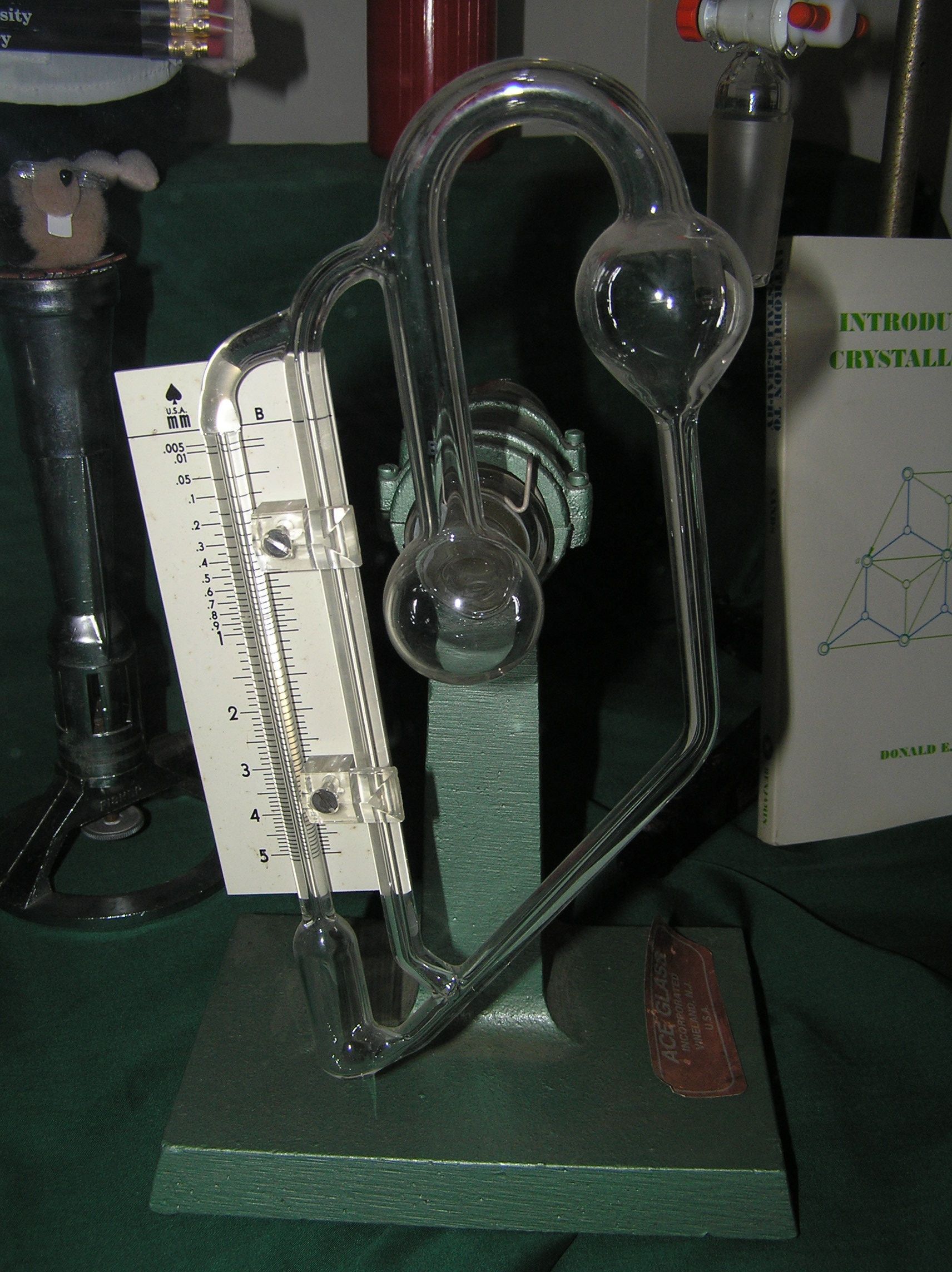
マクラウド真空計。ただし水銀は抜いてある

マクラウド真空計は、高真空 (数mmHg)の圧力を計測するための水銀液柱圧力計である。測定に時間がかかるため、連続的な測定には適さないが、非常に正確である。測定下限は約10−4 torr (10 mPa) である。
より高精度となるよう考えられたマクラウド真空計もある。「真空部分」を一度、装置内部に取り込み、それを圧縮して圧力を上げて測定するタイプである。このタイプの真空計は10−6 Torr (0.1 mPa) までの測定が可能であり、これは現在でも非常に精度が高い測定法である。今ではこれより高精度の真空計もあるが、それらはあくまでもある基準となる真空度に対しての比較でしか測定ができない。そして、その基準となる真空度の測定には、今でもマクラウド真空計を使うことが多い。

### 機械式圧力計
気圧の影響で金属が変形することを利用した圧力計がある。このタイプの圧力計は機械式圧力計 (メカニカルゲージ)と呼ばれる。かつてはアネロイド圧力計と呼ばれていた。「アネロイド (Anäroid)」とは「液体を使わない」という意味である (語源については気圧計#アネロイド型気圧計参照)。もっとも、アネロイド圧力計といっても液体の圧力測定に使うこともあるし、これと違う原理で液体を使わない圧力計も登場したため、今ではこう呼ばれることが少なくなった。また、今では「アネロイド型気圧計」といえば後述するベローズ式圧力計を指すことが多い。
機械式圧力計の種類には、ブルドン管ゲージ、ダイヤフラムゲージ、カプセルゲージ、ベローズ式ゲージなどがあり、そのいずれも圧力の変化に応じて変形する部品を持つことを特徴とする。後述するサーマルゲージ、電離式ゲージと違って、気体の種類で表示値が変わらない点が優れている。金属部品の変形の度合いを、指示針に繋いだり、何らかの変換器を利用して読み取る。最新の真空計では、金属部品の変形で静電容量が変わることを利用して読み取っている。

#### ブルドン管ゲージ
ブルドン管ゲージ (Bourdon gauge) 内部には、曲げて先を塞いだ金属管が内蔵されている。圧がかかると曲がりが伸びるため、その度合いに連動させて針を回転させて圧力を表示する。
|  |  |

発明したのはフランスのウジェーヌ・ブルドン（仏: Eugene Bourdon）で、1849年に特許を取得している。
圧力を検知する部品 (ブルドン管)は、片端を塞いで円く曲げられたパイプであり、開いた側の端が圧力を測定する場所につながっている。圧が上がると曲がりが伸び、圧が下がると再び曲がりが戻る。この管の先端の動きが、回転自由度を保ちつつピン留めされた複数の結節点を介してギアに伝わるリンク機構で回転運動に変換され、圧力に応じて針を回転する。その針の回転の度合いが読み取れるように針先の背後の表示板に目盛りが刻んである。
また、両端を塞いだブルドン管もある。これは気圧計として使用するもので、外圧によってブルドン管の曲がり具合が変化する。差圧ブルドン管というものもある。これは、2つのブルドン管を使用するもので、これを機械的に繋ぐことで差圧を表示することができる。

##### 作動部品の詳細
|  |  |

- 動かない部品
  - A : レシーバーブロック。ブルドン管 (1) - (2) とシャーシプレートを固定する。2つの穴はケースを止めるネジ穴。
  - B : シャーシプレート。表示盤が貼り付けられている。また、軸穴が開いている。
  - C : 第2シャーシプレート。多くの軸穴が開いている。
  - D : 2枚のシャーシプレートを繋ぐスペーサー。
- 動く部品

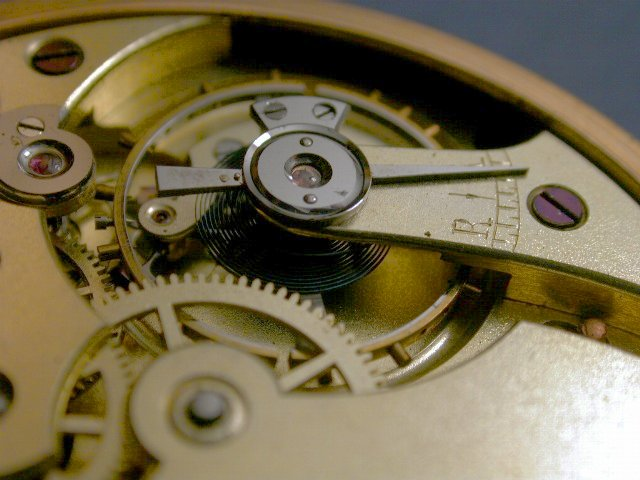
一般的なヘアスプリング(ヒゲゼンマイ)

- - 1 : ブルドン管の固定側端。チューブを通じて外部とつながっている。
  - 2 : ブルドン管の動く側の端。チューブの端は塞がれている。
  - 3 : 2と4を結ぶ支点。中心が軸になっている。シャーシにはつながっていない。
  - 4 : 3と5を繋ぐ棒。両端に軸があり、共にシャーシにはつながっていない。
  - 5 - 7 : これで一つの部品。6を軸にして、動く。左は4につながっている。7はギア部。
  - 8 : 指示針の軸。軸の周りは歯車になっており、7のギアが動くと回転する。7の少しの動きで8が大いに回転するところがポイント。ブルドン管の微小な変形を拡大表示する役割を果たす。
  - 9 : ヘアスプリング(ヒゲゼンマイ 右図参照)。歯車機構に常に一定方向の力を加えることによって歯車の遊びによる指示のヒステリシスを除去する。

#### ダイアフラム気圧計

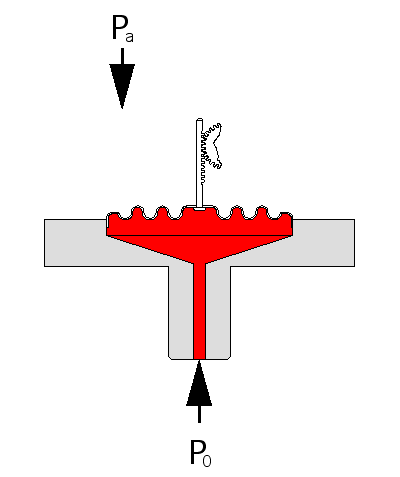
ダイアフラム圧力計

機械式圧力計として次に重要なのは、ダイアフラム気圧計である。ダイアフラムとは隔膜の事で、圧力で隔膜が膨らんだり凹んだりする度合いを読み取るものである。
読み取る方法には各種あり、液体で満たしたブルドン管ゲージに繋いで測定することもあれば、その変形を機械的、光学的、電気的に読み取って測定することもある。膜の材料はセラミックスか金属が使われることが多い。

#### ベローズ式圧力計

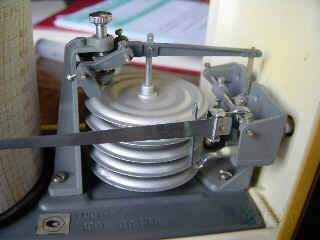
アネロイド自動気圧計に組み込まれたベローズ

微圧計として使われる。「アネロイド型気圧計」といえばこのベローズ式圧力計を指すことも多い。ベローズ圧力計の中にはベローズ (蛇腹)状の風船が入っており、それが圧力で変形することで圧力を測定する。
このタイプの圧力計は、ラジオゾンデの部品として観測気球に搭載されたり、高度計として利用されたりする。空速計や昇降計の部品としても使われる。

#### 2次変換器
機械式圧力計で、圧力で部品が変形する度合いを読み取る方法は、先に説明したギアで針を回す方法の他に、変形を電気信号に変換する方法がある。静電容量式、振動式のタイプなどがある。特に重要なのがひずみゲージを利用したものであり、現在では簡易なデジタル圧力計のほとんどはこれである。

### 熱伝導率式圧力計
熱伝導率式圧力計は、気体の熱伝導率が圧力で変化する性質を利用している。気体の中に電熱線を入れておき、その冷却速度を測るものである。電熱線の温度を熱電対や測温抵抗体を利用して測定する。電熱線の発熱量から予想される温度と比較して下がっている分は、周囲の気体に熱が逃げているのであり、その熱が逃げる量は熱伝導率で決まる。よく使われるのはピラニ真空計であり、電熱線にはプラチナ線が使われる。この種の圧力計は精度10 Torrから10−3 Torrを出すことができるが、測定値はガスの組成の影響を大きく受ける。

#### 2線式
1組のワイヤコイルを使用する。一つはヒーターとして、もう一つは対流が周囲温度に与えた影響を測るために使用する。

#### ピラニ真空計
ピラニ真空計 (ピラニー真空計とも言う)もまた、圧力を測定する空間に金属線をさらすタイプである。ピラニ真空計で使う金属線は1本である。金属線に電流を流すとジュール熱が発生して温度が上がるが、一方で金属線は周囲の流体に冷やされる。流体の圧力が低いと、冷却が弱くなるから、金属線の平衡温度 (安定した温度)は高くなる。そして、金属線の電気抵抗は温度で一意的に決まる値なので、金属線に掛けられた電圧と流れる電流を測定すれば、電気抵抗を、ひいては周囲の圧力を求めることが出来る。
同じ原理で熱電対ゲージ、あるいはサーミスタゲージというものもあり、それぞれ熱電対、サーミスタを利用して温度を測定する。
測定可能範囲は10−3 - 10 torr  (およそ10−1 - 1000 Pa)である。

### 電離真空計

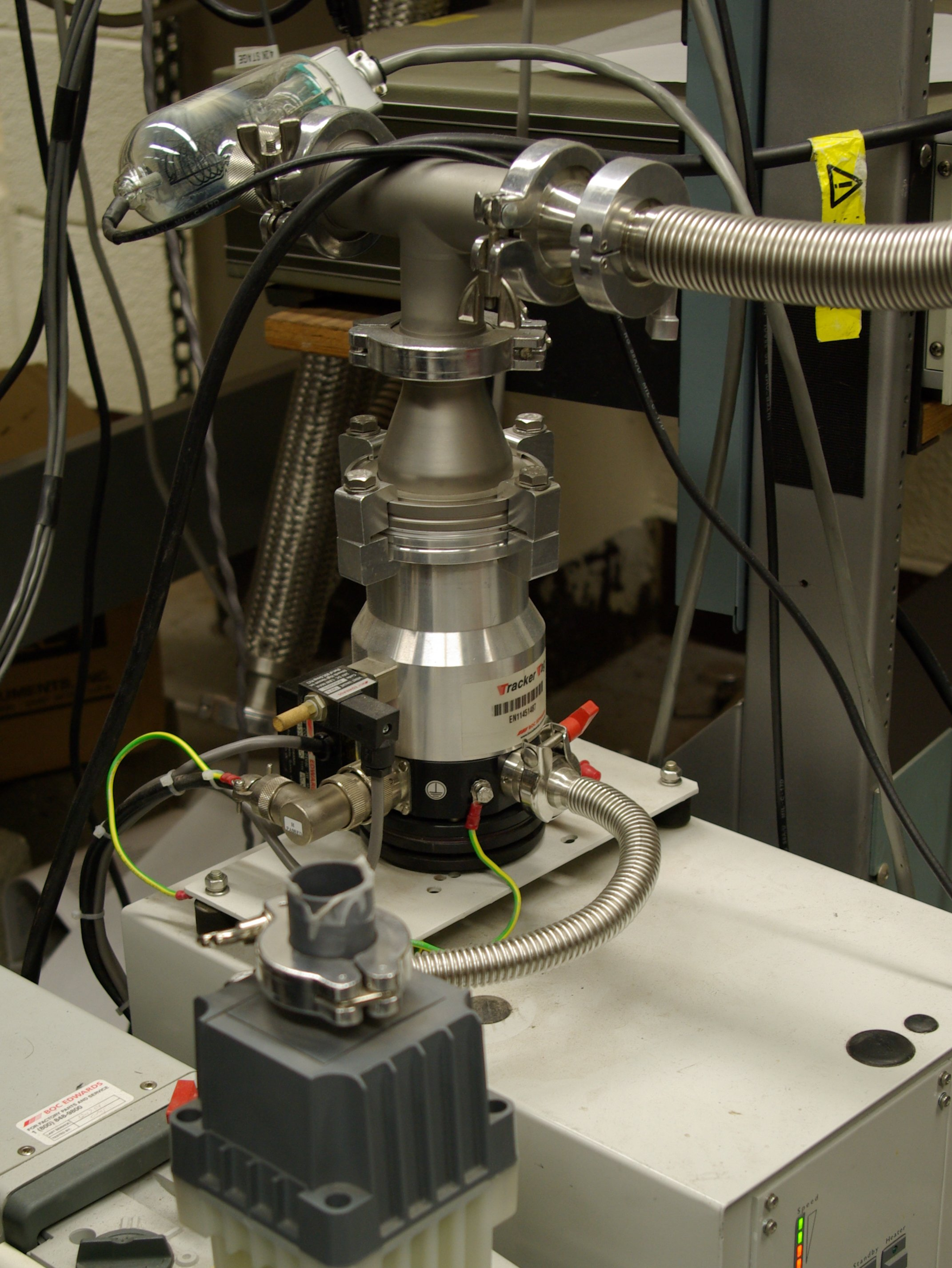
ターボ分子ポンプに付属している電離真空計 (左上ガラス部品)

電離真空計は、非常に高い真空 (「固い真空」、hard vacuumsとも)に適した高感度の圧力計である。気体分子に電子が衝突して生じるイオンを測定することにより、圧力を間接的に測定する。つまり、圧力が低ければ気体が少ないので、発生するイオンの量も少ないことを利用する。ただし発生するイオンの量は測定する気体の種類の影響を受け、そして高真空ではその組成を求めるのが難しいので、マクラウド真空計で校正してから使用することが多い。
エジソン効果により、フィラメントから熱によって放出された電子が、気体分子と衝突して、気体分子はイオンとなる。そのイオンはバイアスされた陰極に引き付けられる。その陰極を通じて流れる電流の量は、イオン化する速度に比例する。イオン化する速度は気体の量、すなわち圧力の関数となるため、この電流から気体の圧力を測定することができる。
測定レンジは10−10 - 10−3 torr  (約10−8 - 10−1 Pa)である。
電離真空計は大きく2つに分けられる。熱陰極タイプと冷陰極タイプである。このほか、高感度で高価なスピニング・ロータ・ゲージ (spinning rotor gauge) というものもある。
熱陰極タイプの真空計 (Hot filament ionization gauge) では、電流により加熱したフィラメントから電子のビームが発生する。発生した電子は周囲のガス分子をイオン化する。生じたイオンは陰極に引き寄せられる。その電流の量はイオンの数で決まり、つまり気体の圧力で決まる。熱陰極ゲージは10−3 Torrから10−10 Torrの範囲で測定が可能である。冷陰極タイプも検出の原理は同じだが、電子が冷陰極管を使った高電圧による放電で作られるところに特徴がある。10−2 Torrから10−9 Torrの範囲で測定が可能である。電離真空計の校正は、測定場所周辺の形状、測定するガスの組成、電極表面の腐食や汚れの影響を大きく受ける。高真空中に微量に存在するガスの組成を正確に知ることは簡単な方法ではできないので、質量分析法を併用する場合も多い。

#### 熱陰極タイプ

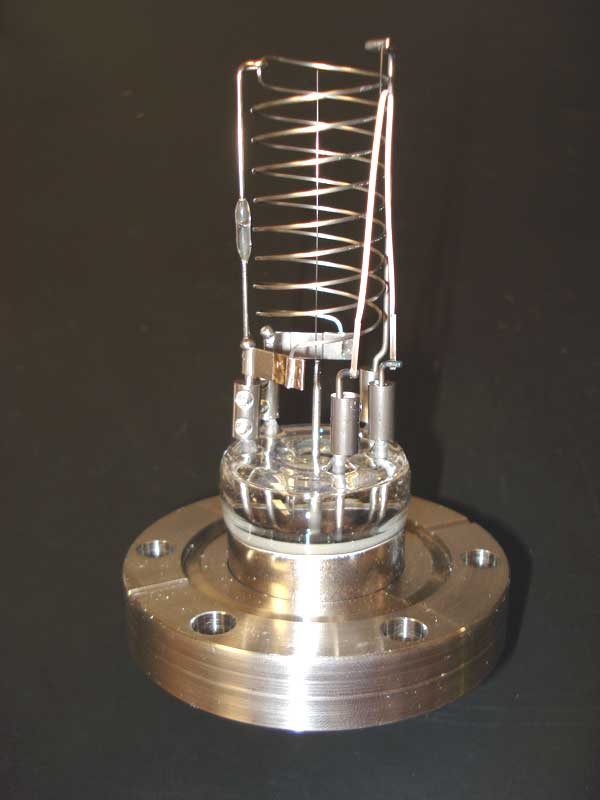
熱陰極タイプの一つ、ベアード・アルバート型電離真空計

熱陰極電離真空計は、フィラメントを陰極とする三極管を利用してできている。3つの電極はそれぞれ、コレクター (あるいはプレート)、フィラメント、グリッドと呼ばれる。コレクターを流れる電流を検電器を使ってピコアンペアの精度で測定する。フィラメントに掛けられる電圧は30ボルトほど。グリッドに掛けられる電圧は直流で180-210ボルト、電子衝突器 (electron bombardment) を付ければ最大565ボルトである。よく使われる電離真空計は、グリッドの内側に小さなコレクターが置かれたベアード・アルバート型電離真空計 (Bayard-Alpert gauge, B-A gauge) である。ガラスの容器に入れられた電極を真空にさらして測定するタイプもあるが、たいていは裸の電極 (Nude Gauge) をセラミックのプレートを通して真空に直接挿入するタイプである。電極がまだ熱いうちに空気 (あるいは低真空)に触れると、電極は劣化し、正確性を失う。また、熱陰極電離真空計の測定値は、常に対数関数的である。
フィラメントから発した電子は、グリッドに到達する前に、グリッドの周りを何周か回る。この間に、いくつかの電子は気体分子と衝突してイオンを生成する。発生するイオンの数は、フィラメントから発せられる電流と気体分子密度の積に比例する。これらのイオンはコレクターに集められて電流を発生する。高真空では気体分子密度と圧力がほぼ比例しているため、イオン流から周囲の圧力を推定することができる。
熱陰極ゲージは、低圧では光電効果によって感度が下がる。グリッドに電子が当たるとX線が発生し、イオンコレクターでノイズが発生する原因となる。この現象は、古いタイプの熱陰極ゲージでは10−8 Torr、ベアード・アルバート型でも10−10 Torrに達すると発生する。イオンコレクターとグリッドの間に陰極性の金属線を配すると、この影響をやや減少させることができる。抽出タイプ (extraction type) と呼ばれる装置では、イオンはワイヤーではなく、先端に穴が開いた円錐状の部品に集められる。円錐のどの部分に当たっても、イオンは先の穴から出ていくため、イオンビームとなる。このイオンビームが、次の部品に当てられる。
- ファラデーカップ
- マイクロチャンネルプレート検出器 with Faraday cup
- 四重極質量分析器 with Faraday cup
- 四重極質量分析器 with Microchannel plate detector Faraday cup
- イオンレンズと加速電圧を利用したスパッタリングガンでターゲットに当てるタイプ。このタイプでは、圧を測定したい環境のガスをグリッドケージに入れて使用する。

これらの方法についての詳細はEI法を参照のこと。

#### 冷陰極タイプ
冷陰極管電離真空計には大きく分けて2つある。ペニング真空計 (Penning gauge) と逆マグネトロン真空計 (Inverted magnetron、別名 : Redhead gauge)である。2つの違いは、陰極と陽極の位置関係である。どちらもフィラメント部品を持たず、直流で4kVの電圧が必要となることが多い。逆マグネトロン真空計は真空度1x10−12 Torrまで測定可能である。
陰極で発生したイオンが陽極に達する前に再結合して失われると、その分に関しては真空計は検出できない。ゲージのサイズよりも気体の平均自由行程が小さいと、電離による電流は基本的には生じない。そのため、測定可能な圧力の上限は、10−3 Torr程度である。同時に、冷陰極ゲージは、圧があまりに低いと電極を流れる電流を安定的に得ることが難しくなるため、測定当初は、ある程度の低真空で起動する必要がある。特にペニング真空計は、数メートルにもわたるイオンの通り道の軸方向に対称的な磁場を作らなければならないため、その傾向が強い。周辺空気には宇宙線で作られたイオン対が所々に存在するため、ペニング真空計ではそれを電子軌道の調整に利用することが多いためである。また、ペニング真空計では、電子の電界放出を促進するため、電極の先を先細りに削っている。

## 校正

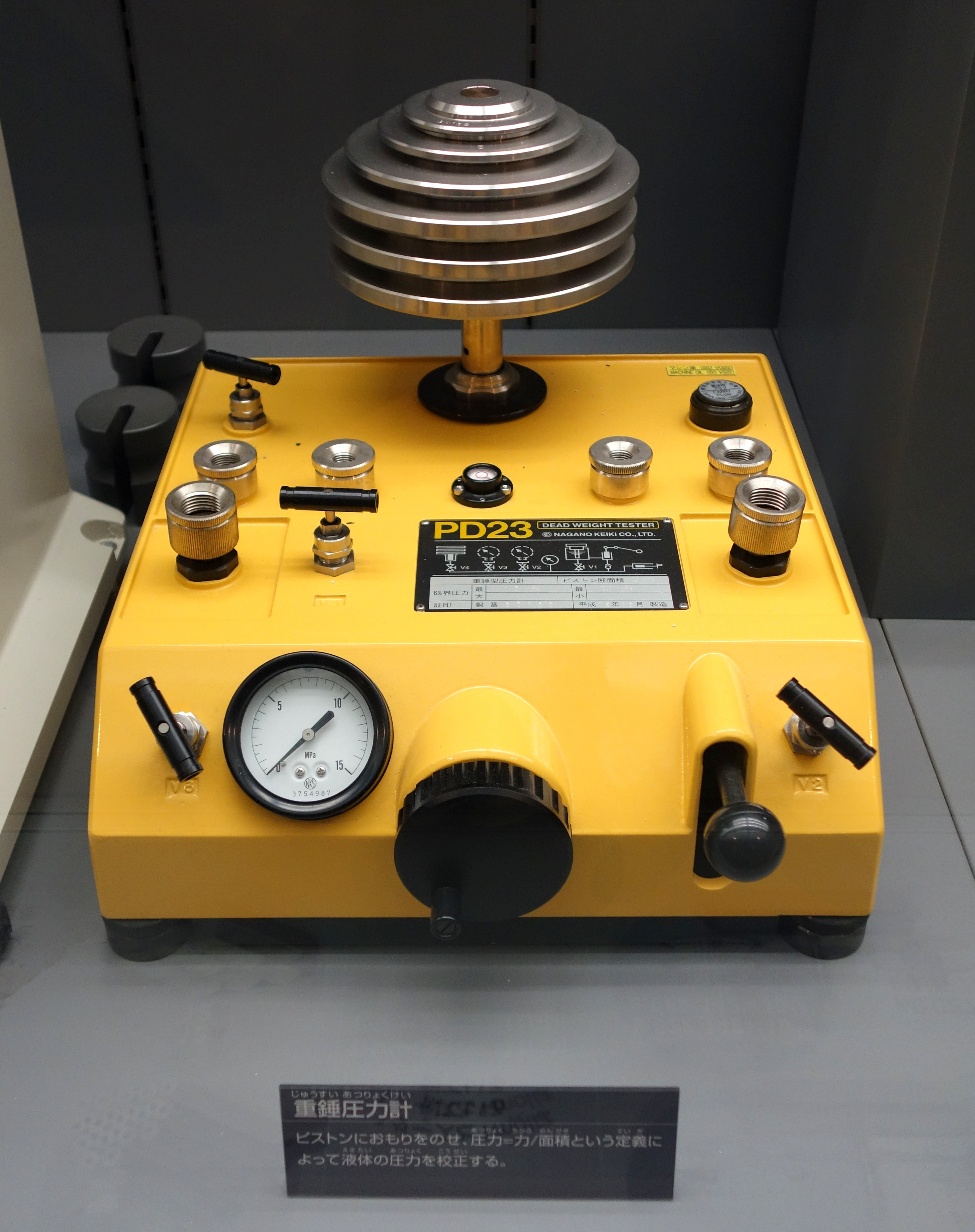
重錘型圧力計（長野計器製）

圧力計は、圧力を直接的に読み取るものと、間接的に読み取るものの2つがある。静水圧を利用したもの、あるいは部品の変形を利用したものは、圧の力が直接加わって (気体分子が衝突する力を読み取って)針が動くので、直接的に読み取るタイプである。一方、熱伝導率式圧力計や電離真空計は、実際には気体の圧力ではなく密度を測定する装置であることから、間接的に読み取るタイプである。間接的に読み取るタイプは、直接的に読み取るタイプよりも、周囲の条件の影響を受けやすい。
校正に使われることが多い圧力計 (または圧力発生装置)は次のようなものである。
重錘型圧力計 (Dead weight tester)ピストンに錘を載せて圧力を発生させる装置。ピストンの内径と錘の重さから、決まった圧力を発生させることができる。
マクラウド真空計前の説明を参照のこと。水銀柱が発生する圧力を、水銀柱の高さから計算できる。
電離真空計と質量分析法の併用前の説明を参照のこと。間接法ではあるが、質量分析法で気体の組成を分析することで、正確な圧力を計算できる。

## Dynamic transients
流れている流体が定常状態にならず、同じ場所の圧力であっても刻々と変化する場合がある。この原因の一つに疎密波による変動がある。すなわち音である。音が発生する力は音圧と呼ばれ、マイクロフォン、水中では水中マイクで測定することが多い。また、一定時間の音圧の2乗を積分して時間で割り、ルートを取ったものを実効音圧という。音圧は通常は非常に小さいため、マイクロバールの単位で表すことが多い。

## ヨーロッパ標準委員会 (CEN)
欧州標準化委員会
- EN 472 : Pressure gauge - Vocabulary.
- EN 837-1 : Pressure gauges. Bourdon tube pressure gauges. Dimensions, metrology, requirements and testing.
- EN 837-2 : Pressure gauges. Selection and installation recommendations for pressure gauges.
- EN 837-3 : Pressure gauges. Diaphragm and capsule pressure gauges. Dimensions, metrology, requirements and testing..

## 特許
- アメリカ合衆国特許第 2,960,867号 : W. R. Valcourt : "Overflow valve for a manometer "
- アメリカ合衆国特許第 4,779,464号 : Nevin L. Schwien : "Manometer"
- アメリカ合衆国特許第 4,683,756号 : Michael A. Ciminelli & James L. Derleth : "Low cost manometer"

## 単位の換算
|        | パスカル（SI単位） | バール            | 工学気圧         | 気圧              | トル            | psi               |
| ------ | ------------------ | ----------------- | ---------------- | ----------------- | --------------- | ----------------- |
| 1 Pa   | ≡ 1 N/m2           | = 10−5 bar        | ≈ 10.2×10−6 at   | ≈ 9.87×10−6 atm   | ≈ 7.5×10−3 Torr | ≈ 145×10−6 psi    |
| 1 bar  | = 100000 Pa        | ≡ 106 dyn/cm2     | ≈ 1.02 at        | ≈ 0.987 atm       | ≈ 750 Torr      | ≈ 14.504 psi      |
| 1 at   | = 98066.5 Pa       | = 0.980665 bar    | ≡ 1 kgf/cm2      | ≈ 0.968 atm       | ≈ 736 Torr      | ≈ 14.223 psi      |
| 1 atm  | = 101325 Pa        | = 1.01325 bar     | ≈ 1.033 at       | ≡ p0              | = 760 Torr      | ≈ 14.696 psi      |
| 1 Torr | ≈ 133.322 Pa       | ≈ 1.333×10−3 bar  | ≈ 1.360×10−3 at  | ≈ 1.316×10−3 atm  | ≡ 1 mmHg        | ≈ 19.337×10−3 psi |
| 1 psi  | ≈ 6894.757 Pa      | ≈ 68.948×10−3 bar | ≈ 70.307×10−3 at | ≈ 68.046×10−3 atm | ≈ 51.7149 Torr  | ≡ 1 lbf/in2       |